# Seiko Matsuda/Diskografie
Diese Diskografie ist eine Übersicht über die musikalischen Werke von Seiko Matsuda. Den Schallplattenauszeichnungen zufolge hat sie bisher mehr als sechs Millionen Tonträger verkauft. Ihre erfolgreichste Veröffentlichung ist die Single Anata ni Aitakute ~Missing You~ mit über einer Million verkauften Einheiten.

## Alben

### Studioalben
| Jahr | Titel                       | Höchstplatzierung, Gesamtwochen, AuszeichnungChartsChartplatzierungen (Jahr, Titel, Platzierungen, Wochen, Auszeichnungen, Anmerkungen) | Anmerkungen                                     |
| Jahr | Titel                       | JP | Anmerkungen                                     |
| ---- | --------------------------- | --- | ----------------------------------------------- |
| 1980 | Squall                      | JP64 (3 Wo.)JP | Erstveröffentlichung: 1. August 1980            |
| 1980 | North Wind                  | JP74 (2 Wo.)JP | Erstveröffentlichung: 1. Dezember 1980          |
| 1981 | Silhouette                  | JP68 (3 Wo.)JP | Erstveröffentlichung: 21. Mai 1981              |
| 1981 | Kaze Tachinu (風立ちぬ)     | JP52 (4 Wo.)JP | Erstveröffentlichung: 21. Oktober 1981          |
| 1982 | Pineapple                   | JP49 (5 Wo.)JP | Erstveröffentlichung: 21. Mai 1982              |
| 1982 | Candy                       | JP63 (3 Wo.)JP | Erstveröffentlichung: 10. November 1982         |
| 1983 | Utopia (ユートピア)         | JP50 (5 Wo.)JP | Erstveröffentlichung: 1. Juni 1983              |
| 1983 | Canary                      | JP73 (3 Wo.)JP | Erstveröffentlichung: 10. Dezember 1983         |
| 1984 | Tinker Bell                 | JP89 (1 Wo.)JP | Erstveröffentlichung: 10. Juni 1984             |
| 1984 | Windy Shadow                | JP85 (1 Wo.)JP | Erstveröffentlichung: 8. Dezember 1984          |
| 1985 | The 9th Wave                | JP90 (1 Wo.)JP | Erstveröffentlichung: 5. Juni 1985              |
| 1985 | Sound of my Heart           | JP112 (1 Wo.)JP | Erstveröffentlichung: 15. August 1985 als Seiko |
| 1986 | Supreme                     | JP93 (2 Wo.)JP | Erstveröffentlichung: 1. Juni 1986              |
| 1987 | Strawberry Time             | JP99 (1 Wo.)JP | Erstveröffentlichung: 16. Mai 1987              |
| 1988 | Citron                      | JP1 (15 Wo.)JP | Erstveröffentlichung: 11. Mai 1988              |
| 1989 | Precious Moment             | JP6 Gold · (10 Wo.)JP | Erstveröffentlichung: 6. Dezember 1989          |
| 1990 | Seiko                       | JP2 Gold · (15 Wo.)JP | Erstveröffentlichung: 7. Juni 1990 als Seiko    |
| 1990 | We Are Love                 | JP3 Gold · (9 Wo.)JP | Erstveröffentlichung: 10. Dezember 1990         |
| 1991 | Eternal                     | JP3 (7 Wo.)JP | Erstveröffentlichung: 2. Mai 1991               |
| 1992 | 1992 Nouvelle Vague         | JP8 Gold · (9 Wo.)JP | Erstveröffentlichung: 25. März 1992             |
| 1992 | Sweet Memories ’93          | JP12 (7 Wo.)JP | Erstveröffentlichung: 2. Dezember 1992          |
| 1993 | Diamond Expression          | JP4 Gold · (9 Wo.)JP | Erstveröffentlichung: 21. Mai 1993              |
| 1993 | A Time for Love             | JP21 (6 Wo.)JP | Erstveröffentlichung: 21. November 1993         |
| 1994 | Glorious Revolution         | JP8 (7 Wo.)JP | Erstveröffentlichung: 12. Juni 1994             |
| 1995 | It’s Style ’95              | JP2 Gold · (10 Wo.)JP | Erstveröffentlichung: 21. Mai 1995              |
| 1996 | Vanity Fair                 | JP2 Platin · (10 Wo.)JP | Erstveröffentlichung: 27. Mai 1996              |
| 1996 | Was It the Future           | JP12 (4 Wo.)JP | Erstveröffentlichung: 10. Juni 1996 als Seiko   |
| 1997 | My Story                    | JP5 Gold · (7 Wo.)JP | Erstveröffentlichung: 21. Mai 1997              |
| 1997 | Sweetest Time               | JP23 (3 Wo.)JP | Erstveröffentlichung: 3. Dezember 1997          |
| 1998 | Forever                     | JP12 (7 Wo.)JP | Erstveröffentlichung: 8. Mai 1998               |
| 1999 | Eien no Shoujo (永遠の少女) | JP24 (4 Wo.)JP | Erstveröffentlichung: 18. Dezember 1999         |
| 2000 | Seiko Matsuda: 20th Party   | JP16 (3 Wo.)JP | Erstveröffentlichung: 28. Juni 2000             |
| 2001 | Love&Emotion Vol.1          | JP19 (3 Wo.)JP | Erstveröffentlichung: 20. Juni 2001             |
| 2001 | Love&Emotion Vol.2          | JP43 (1 Wo.)JP | Erstveröffentlichung: 28. November 2001         |
| 2002 | area62                      | — | Erstveröffentlichung: 21. Juni 2002 als Seiko   |
| 2004 | Sunshine                    | JP6 (7 Wo.)JP | Erstveröffentlichung: 9. Juni 2004              |
| 2005 | Fairy                       | JP7 (10 Wo.)JP | Erstveröffentlichung: 6. April 2005             |
| 2005 | Under the Beautiful Stars   | JP34 (3 Wo.)JP | Erstveröffentlichung: 7. Dezember 2005          |
| 2006 | Bless you                   | JP14 (5 Wo.)JP | Erstveröffentlichung: 31. Mai 2006              |
| 2006 | Eternal II                  | JP54 (2 Wo.)JP | Erstveröffentlichung: 6. Dezember 2006          |
| 2007 | Baby’s Breath               | JP19 (6 Wo.)JP | Erstveröffentlichung: 6. Juni 2007              |
| 2008 | My Pure Melody              | JP15 (8 Wo.)JP | Erstveröffentlichung: 21. Mai 2008              |
| 2010 | My Prelude                  | JP4 (9 Wo.)JP | Erstveröffentlichung: 26. Mai 2010              |
| 2011 | Cherish                     | JP10 (8 Wo.)JP | Erstveröffentlichung: 1. Juni 2011              |
| 2012 | Very Very                   | JP9 (7 Wo.)JP | Erstveröffentlichung: 6. Juni 2012              |
| 2013 | A Girl in the Wonder Land   | JP5 (6 Wo.)JP | Erstveröffentlichung: 5. Juni 2013              |
| 2014 | Dream & Fantasy             | JP5 (8 Wo.)JP | Erstveröffentlichung: 4. Juni 2014              |
| 2015 | Bibbidi-Bobbidi-Boo         | JP6 (6 Wo.)JP | Erstveröffentlichung: 10. Juni 2015             |
| 2016 | Shining Star                | JP5 (7 Wo.)JP | Erstveröffentlichung: 8. Juni 2016              |
| 2017 | Seiko Jazz                  | JP6 (16 Wo.)JP | Erstveröffentlichung: 29. März 2017             |
| 2017 | Daisy                       | JP5 (6 Wo.)JP | Erstveröffentlichung: 7. Juni 2017              |
| 2018 | Merry-Go-Round              | JP10 (7 Wo.)JP | Erstveröffentlichung: 6. Juni 2018              |
| 2019 | Seiko Jazz 2                | JP11 (6 Wo.)JP | Erstveröffentlichung: 20. Februar 2019          |
| 2020 | Seiko Matsuda 2020          | JP3 (22 Wo.)JP | Erstveröffentlichung: 30. September 2020        |
| 2021 | Seiko Matsuda 2021          | JP4 (10 Wo.)JP | Erstveröffentlichung: 20. Oktober 2021          |
| 2024 | Seiko Jazz 3                | JP11 (11 Wo.)JP | Erstveröffentlichung: 14. Februar 2024          |

grau schraffiert: keine Chartdaten aus diesem Jahr verfügbar

### Kompilationen
| Jahr | Titel                                                                         | Höchstplatzierung, Gesamtwochen, AuszeichnungChartsChartplatzierungen (Jahr, Titel, Platzierungen, Wochen, Auszeichnungen, Anmerkungen) | Anmerkungen                              |
| Jahr | Titel                                                                         | JP | Anmerkungen                              |
| ---- | ----------------------------------------------------------------------------- | --- | ---------------------------------------- |
| 1981 | Seiko Fragrance                                                               | — | Erstveröffentlichung: 1. November 1981   |
| 1982 | Seiko Index                                                                   | — | Erstveröffentlichung: 1. Juli 1982       |
| 1982 | Kinniro no Ribbon                                                             | — | Erstveröffentlichung: 5. Dezember 1982   |
| 1983 | Seiko Plaza                                                                   | — | Erstveröffentlichung: 21. Dezember 1983  |
| 1984 | Touch Me, Seiko                                                               | — | Erstveröffentlichung: 15. März 1984      |
| 1984 | Seiko Town                                                                    | — | Erstveröffentlichung: 1. November 1984   |
| 1984 | Seiko Avenue                                                                  | — | Erstveröffentlichung: 21. November 1984  |
| 1985 | Seiko-Train                                                                   | — | Erstveröffentlichung: 6. März 1985       |
| 1986 | Love Ballade                                                                  | — | Erstveröffentlichung: 21. November 1986  |
| 1987 | Snow Garden                                                                   | JP1 (12 Wo.)JP | Erstveröffentlichung: 21. November 1987  |
| 1988 | Seiko Monument                                                                | — | Erstveröffentlichung: 21. Juli 1988      |
| 1991 | Christmas Tree                                                                | JP9 (7 Wo.)JP | Erstveröffentlichung: 21. November 1991  |
| 1991 | Bible                                                                         | JP8 ×2Doppelplatin · (22 Wo.)JP | Erstveröffentlichung: 1. Dezember 1991   |
| 1994 | Bible II                                                                      | JP14 Gold · (14 Wo.)JP | Erstveröffentlichung: 1. Dezember 1994   |
| 1996 | Bible III                                                                     | JP16 (12 Wo.)JP | Erstveröffentlichung: 1. März 1996       |
| 1996 | Winter Tales                                                                  | JP44 (5 Wo.)JP | Erstveröffentlichung: 1. November 1996   |
| 1997 | Seaside: Summer Tales                                                         | — | Erstveröffentlichung: 21. Juni 1997      |
| 1997 | Dear                                                                          | JP27 Gold · (5 Wo.)JP | Erstveröffentlichung: 21. November 1997  |
| 1998 | Seiko Celebration                                                             | — | Erstveröffentlichung: 18. Juli 1998      |
| 1998 | Seiko ’96–’98                                                                 | — | Erstveröffentlichung: 2. Dezember 1998   |
| 1999 | Ballad: 20th Anniversary                                                      | — | Erstveröffentlichung: 1. April 1999      |
| 2000 | "Love" Seiko Matsuda 20th Anniversary Best Selection                          | JP22 (4 Wo.)JP | Erstveröffentlichung: 29. November 2000  |
| 2000 | Super Selection                                                               | — | Erstveröffentlichung: 2000               |
| 2003 | Another Side of Seiko 27                                                      | JP44 (3 Wo.)JP | Erstveröffentlichung: 27. November 2003  |
| 2004 | Best of Best 27                                                               | JP8 (14 Wo.)JP | Erstveröffentlichung: 14. April 2004     |
| 2005 | "Seiko Smile": Seiko Matsuda 25th Anniversary Best Selection                  | JP26 (6 Wo.)JP | Erstveröffentlichung: 26. Januar 2005    |
| 2009 | Diamond Bible                                                                 | JP19 (7 Wo.)JP | Erstveröffentlichung: 30. September 2009 |
| 2009 | Seiko Matsuda Christmas Songs                                                 | JP39 (3 Wo.)JP | Erstveröffentlichung: 11. November 2009  |
| 2010 | Touch Me, Seiko II                                                            | JP94 (2 Wo.)JP | Erstveröffentlichung: 22. September 2010 |
| 2011 | Seiko Story: 80’s Hits Collection                                             | JP23 Gold · (88 Wo.)JP | Erstveröffentlichung: 7. Dezember 2011   |
| 2012 | Seiko Matsuda Super Hit Collection                                            | JP95 (4 Wo.)JP | Erstveröffentlichung: 23. Februar 2012   |
| 2012 | Seiko Matsuda Super Hit Collection 2                                          | JP207 (2 Wo.)JP | Erstveröffentlichung: 23. Februar 2012   |
| 2012 | Étranger                                                                      | JP71 (4 Wo.)JP | Erstveröffentlichung: 30. Mai 2012       |
| 2012 | Calendar                                                                      | JP67 (2 Wo.)JP | Erstveröffentlichung: 7. November 2012   |
| 2014 | Seiko Matsuda Best Ballad                                                     | JP106 (7 Wo.)JP | Erstveröffentlichung: 24. Dezember 2014  |
| 2015 | We Love Seiko: 35th Anniversary Seiko Matsuda Kyūkyoku All-Time Best 50 Songs | JP3 Gold · (62 Wo.)JP | Erstveröffentlichung: 9. Dezember 2015   |
| 2018 | Seiko Matsuda Sweet Days                                                      | JP23 (7 Wo.)JP | Erstveröffentlichung: 31. Januar 2018    |
| 2018 | Seiko Memories: Masaaki Omura Works                                           | JP31 (6 Wo.)JP | Erstveröffentlichung: 28. Februar 2018   |
| 2019 | Seiko Story: 90s–00s Hits Collection                                          | JP32 (4 Wo.)JP | Erstveröffentlichung: 7. August 2019     |
| 2020 | 40th Anniversary Bible: Blooming Pink                                         | JP23 (2 Wo.)JP | Erstveröffentlichung: 1. April 2020      |
| 2021 | Seiko Matsuda 40th Anniversary Bible: Bright Moment                           | JP32 (2 Wo.)JP | Erstveröffentlichung: 14. Februar 2021   |
| 2023 | Bible: Milky blue/Bible: Pink & blue – Special edition                        | JP20 (14 Wo.)JP | Erstveröffentlichung: 25. Oktober 2023   |
| 2024 | Seiko My Love Yoshiko Miura Works                                             | JP27 (4 Wo.)JP | Erstveröffentlichung: 6. November 2024   |

grau schraffiert: keine Chartdaten aus diesem Jahr verfügbar

### Remixalben
| Jahr | Titel                   | Höchstplatzierung, Gesamtwochen, AuszeichnungChartsChartplatzierungen (Jahr, Titel, Platzierungen, Wochen, Auszeichnungen, Anmerkungen) | Anmerkungen                              |
| Jahr | Titel                   | JP | Anmerkungen                              |
| ---- | ----------------------- | --- | ---------------------------------------- |
| 1999 | Seiko Matsuda: Re-Mixes | — | Erstveröffentlichung: 6. Oktober 1999    |
| 2000 | Seiko Remixes 2000      | — | Erstveröffentlichung: 27. September 2000 |

### Soundtracks
| Jahr | Titel                               | Höchstplatzierung, Gesamtwochen, AuszeichnungChartsChartplatzierungen (Jahr, Titel, Platzierungen, Wochen, Auszeichnungen, Anmerkungen) | Anmerkungen                                             |
| Jahr | Titel                               | JP | Anmerkungen                                             |
| ---- | ----------------------------------- | --- | ------------------------------------------------------- |
| 1981 | Nogiku no Haka                      | — | Erstveröffentlichung: 8. August 1981                    |
| 1983 | Plumeria no Densetsu                | — | Erstveröffentlichung: 1. Juli 1983                      |
| 1984 | Natsufuku no Eve: Freeze & Sky      | — | Erstveröffentlichung: 7. Juli 1984                      |
| 1984 | Caribe, Sinfonia de Amor            | — | Erstveröffentlichung: 7. Juli 1984                      |
| 1985 | Penguin’s Story: Koufuku Monogatari | — | Erstveröffentlichung: 21. Juni 1985                     |
| 1989 | Goya...Uta de Tsuzuru Shogai        | — | Erstveröffentlichung: 21. Juni 1989 mit Plácido Domingo |

grau schraffiert: keine Chartdaten aus diesem Jahr verfügbar

### EPs
| Jahr | Titel          | Höchstplatzierung, Gesamtwochen, AuszeichnungChartsChartplatzierungen (Jahr, Titel, Platzierungen, Wochen, Auszeichnungen, Anmerkungen) | Anmerkungen                            |
| Jahr | Titel          | JP | Anmerkungen                            |
| ---- | -------------- | --- | -------------------------------------- |
| 1996 | Guardian Angel | JP10 (5 Wo.)JP | Erstveröffentlichung: 5. Dezember 1996 |

### Tributealben
- 1983: Carabelli Plays Seiko
- 1986: Supreme Sound Portrait (Shigeaki Saegusa)
- 1991: Romantique
- 2004: Seiko Ballads: Sweet Memories
- 2006: Jewel Songs: Seiko Matsuda Tribute & Covers
- 2010: Memories: Songs for the Season of White
- 2011: Memories: Goodbye and Hello
- 2011: Memories: Bitter Sweet Pineapple
- 2011: Memories: the Last Leaf
- 2020: Voice: Seiyuutachi ga tau Seiko Matsuda Song Male / Female edition

## Singles
| Jahr | Titel | Höchstplatzierung, Gesamtwochen, AuszeichnungChartplatzierungen (Jahr, Titel, Platzierungen, Wochen, Auszeichnungen, Anmerkungen) | Höchstplatzierung, Gesamtwochen, AuszeichnungChartplatzierungen (Jahr, Titel, Platzierungen, Wochen, Auszeichnungen, Anmerkungen) | Höchstplatzierung, Gesamtwochen, AuszeichnungChartplatzierungen (Jahr, Titel, Platzierungen, Wochen, Auszeichnungen, Anmerkungen) | Anmerkungen                                                         |
| Jahr | Titel | JP | UK | US | Anmerkungen                                                         |
| ---- | --- | --- | --- | --- | ------------------------------------------------------------------- |
| 1980 | Hadashi no Kisetsu (裸足の季節; The Season of Barefoot) Squall                                                                  | — | — | — | Erstveröffentlichung: 1. April 1980                                 |
| 1980 | Aoi Sangoshou (青い珊瑚礁; Blue Coral Reef) Squall                                                                              | JP— Gold (Digital)JP | — | — | Erstveröffentlichung: 1. Juli 1980                                  |
| 1980 | Kaze wa Aki Iro / Eighteen (風は秋色) North Wind                                                                                | — | — | — | Erstveröffentlichung: 1. Oktober 1980                               |
| 1981 | Cherry Blossom (チェリーブラッサム) Silhouette                                                                                  | JP— Gold (Digital)JP | — | — | Erstveröffentlichung: 21. Januar 1981                               |
| 1981 | Natsu no Tobira (夏の扉; The Door of Summer) Silhouette                                                                         | — | — | — | Erstveröffentlichung: 21. April 1981                                |
| 1981 | Shiroi Parasol (白いパラソル; Weißer Sonnenschirm) Kaze Tachinu                                                                 | — | — | — | Erstveröffentlichung: 21. Juli 1981                                 |
| 1981 | Kaze Tachinu (風立ちぬ) Kaze Tachinu                                                                                            | — | — | — | Erstveröffentlichung: 7. Oktober 1981                               |
| 1982 | Akai Sweet Pea (赤いスイートピー) Pineapple                                                                                     | JP— Gold (Mobile Downloads)JP | — | — | Erstveröffentlichung: 21. Januar 1982                               |
| 1982 | Nagisa no Balcony (渚のバルコニー) Pineapple                                                                                    | — | — | — | Erstveröffentlichung: 21. April 1982                                |
| 1982 | Komugiiro no Mermaid (小麦色のマーメイド) –                                                                                     | — | — | — | Erstveröffentlichung: 21. Juni 1982                                 |
| 1982 | Nobara no Etude (野ばらのエチュード) Candy                                                                                      | — | — | — | Erstveröffentlichung: 21. Oktober 1982                              |
| 1983 | Himitsu no Hanazono (秘密の花園) Utopia                                                                                         | — | — | — | Erstveröffentlichung: 3. Februar 1983                               |
| 1983 | Tengoku no Kiss (天国のキッス) Utopia                                                                                           | — | — | — | Erstveröffentlichung: 27. April 1983                                |
| 1983 | Glass no Ringo / Sweet Memories (ガラスの林檎) Seiko Plaza                                                                      | JP— Gold (Digital)JP | — | — | Erstveröffentlichung: 1. August 1983                                |
| 1983 | Hitomi wa Diamond (瞳はダイアモンド) / Aoi Photograph Canary                                                                    | — | — | — | Erstveröffentlichung: 28. Oktober 1983                              |
| 1984 | Rock’n Rouge Tinker Bell | — | — | — | Erstveröffentlichung: 1. Februar 1984                               |
| 1984 | Jikan no Kuni no Alice / Natsufuku no Eve (時間の国のアリス/夏服のイヴ) Tinker Bell / Seiko Town                                | — | — | — | Erstveröffentlichung: 10. Mai 1984                                  |
| 1984 | Pink no Mozart (ピンクのモーツァルト) Seiko Town                                                                                | — | — | — | Erstveröffentlichung: 1. August 1984                                |
| 1984 | Heart no Earring (ハートのイアリング) Windy Shadow                                                                              | — | — | — | Erstveröffentlichung: 1. November 1984                              |
| 1985 | Tenshi no Wink (天使のウィンク) The 9th Wave                                                                                    | — | — | — | Erstveröffentlichung: 30. Januar 1985                               |
| 1985 | Boy no Kisetsu (ボーイの季節) The 9th Wave                                                                                      | — | — | — | Erstveröffentlichung: 9. Mai 1985                                   |
| 1985 | Dancing Shoes Sound of My Heart                                                                                                 | JP1 (10 Wo.)JP | — | — | Erstveröffentlichung: 24. Juni 1985 als Seiko                       |
| 1987 | Strawberry Time | — | — | — | Erstveröffentlichung: 22. April 1987                                |
| 1987 | Pearl-White Eve Seiko Monument                                                                                                  | — | — | — | Erstveröffentlichung: 6. November 1987                              |
| 1988 | Marrakech (〜マラケッシュ〜) Citron                                                                                             | JP1 (10 Wo.)JP | — | — | Erstveröffentlichung: 14. April 1988                                |
| 1988 | Tabidachi wa Freesia (旅立ちはフリージア) Bible II                                                                              | JP1 (10 Wo.)JP | — | — | Erstveröffentlichung: 7. September 1988                             |
| 1989 | Precious Heart Precious Moment                                                                                                  | JP2 (14 Wo.)JP | — | — | Erstveröffentlichung: 15. November 1989                             |
| 1990 | All the Way to Heaven Seiko | — | — | — | Erstveröffentlichung: 30. April 1990 als Seiko                      |
| 1990 | The Right Combination Seiko | — | UK44 (5 Wo.)UK | US54 (13 Wo.)US | Erstveröffentlichung: 15. Juli 1990 als Seiko feat. Donnie Wahlberg |
| 1990 | Who’s That Boy Seiko | — | — | — | Erstveröffentlichung: 1. Oktober 1990 als Seiko                     |
| 1990 | We Are Love – | JP16 (9 Wo.)JP | — | — | Erstveröffentlichung: 21. November 1990                             |
| 1992 | Kitto, Mata Aeru... (きっと、また逢える…) 1992 Nouvelle Vague                                                                   | JP4 Gold · (15 Wo.)JP | — | — | Erstveröffentlichung: 5. Februar 1992                               |
| 1992 | Anata no Subete ni Naritai / Shinin’ Shinin’ (あなたのすべてになりたい) 1992 Nouvelle Vague                                     | JP31 (6 Wo.)JP | — | — | Erstveröffentlichung: 1. August 1992                                |
| 1993 | Taisetsu na Anata (大切なあなた) –                                                                                              | JP7 Platin · (14 Wo.)JP | — | — | Erstveröffentlichung: 21. April 1993                                |
| 1993 | A Touch of Destiny / Sweet Memories (English New Version) Diamond Expression                                                    | — | — | — | Erstveröffentlichung: 21. Mai 1993                                  |
| 1993 | Kakowarete, Aijing (かこわれて、愛jing) –                                                                                       | — | — | — | Erstveröffentlichung: 10. November 1993                             |
| 1994 | Mou Ichido, Hajime Kara (もう一度、初めから) Glorious Revolution                                                                | JP22 (6 Wo.)JP | — | — | Erstveröffentlichung: 21. April 1994                                |
| 1994 | Kagayaita Kisetsu e Tabidatou (輝いた季節へ旅立とう) It’s Style ’95                                                             | JP12 Gold · (16 Wo.)JP | — | — | Erstveröffentlichung: 1. Dezember 1994                              |
| 1995 | Suteki ni Once Again (素敵にOnce Again) It’s Style ’95                                                                          | JP22 (9 Wo.)JP | — | — | Erstveröffentlichung: 21. April 1995                                |
| 1996 | Anata ni Aitakute ~Missing You~ (あなたに逢いたくて) / Ashita e to Kakedashiteyukou Vanity Fair                                 | JP1 Diamant · (18 Wo.)JP | — | — | Erstveröffentlichung: 22. April 1996                                |
| 1996 | Let’s Talk About It Was It the Future                                                                                           | — | — | — | Erstveröffentlichung: 26. April 1996 als Seiko                      |
| 1996 | I’ll Be There for You Was It the Future                                                                                         | JP35 (3 Wo.)JP | — | — | Erstveröffentlichung: 17. Mai 1996 mit Robbie Nevil                 |
| 1996 | Sayonara no Shunkan (さよならの瞬間) Guardian Angel                                                                             | JP5 Gold · (9 Wo.)JP | — | — | Erstveröffentlichung: 18. November 1996                             |
| 1996 | Good For You Was It the Future                                                                                                  | — | — | — | Erstveröffentlichung: 10. Dezember 1996 als Seiko                   |
| 1997 | Watashi Dake no Tenshi ~Angel~ / Anata no Sono Mune ni (私だけの天使/あなたのその胸に) My Story                                 | JP5 Gold · (10 Wo.)JP | — | — | Erstveröffentlichung: 23. April 1997                                |
| 1997 | Gone With the Rain Sweetest Time                                                                                                | JP28 (2 Wo.)JP | — | — | Erstveröffentlichung: 3. Dezember 1997                              |
| 1998 | Koisuru Omoi ~Fall in love~ (恋する想い) Forever                                                                                | JP34 (3 Wo.)JP | — | — | Erstveröffentlichung: 17. Juni 1998                                 |
| 1998 | Touch the Love Seiko ’96–’98 | — | — | — | Erstveröffentlichung: 26. November 1998                             |
| 1999 | Kanashimi no Boat (哀しみのボート) Eien no Shōjo                                                                                | JP27 (9 Wo.)JP | — | — | Erstveröffentlichung: 27. Oktober 1999                              |
| 2000 | 20th Party | JP17 (5 Wo.)JP | — | — | Erstveröffentlichung: 17. Mai 2000                                  |
| 2000 | Shanghai Love Song (上海ラブソング) 20th Party                                                                                  | JP37 (2 Wo.)JP | — | — | Erstveröffentlichung: 7. Juni 2000                                  |
| 2000 | Unseasonable Shore 20th Party                                                                                                   | JP35 (2 Wo.)JP | — | — | Erstveröffentlichung: 14. Juni 2000                                 |
| 2000 | True Love Story / Sayonara no KISS wo Wasurenai (さよならのKISSを忘れない) "Love" Seiko Matsuda 20th Anniversary Best Selection | — | — | — | Erstveröffentlichung: 27. September 2000 mit Go Hiromi              |
| 2000 | The Sound of Fire – | JP46 (3 Wo.)JP | — | — | Erstveröffentlichung: 29. November 2000                             |
| 2001 | Anata shika Mienai Love & Emotion Vol. 1                                                                                        | JP30 (2 Wo.)JP | — | — | Erstveröffentlichung: 20. Juni 2001                                 |
| 2001 | Ai Ai Emotion: 100% Pure Love (愛♡愛) Love & Emotion Vol. 2                                                                     | JP49 (2 Wo.)JP | — | — | Erstveröffentlichung: 14. November 2001                             |
| 2002 | Suteki na Ashita (素敵な明日) –                                                                                                 | JP29 (3 Wo.)JP | — | — | Erstveröffentlichung: 5. Juni 2002                                  |
| 2002 | All to You Area 62 | — | — | — | Erstveröffentlichung: 2002                                          |
| 2002 | Just For Tonight Area 62 | — | — | — | Erstveröffentlichung: 17. Dezember 2002                             |
| 2003 | Call Me Sunshine | — | — | — | Erstveröffentlichung: 4. Juni 2003                                  |
| 2004 | Aitai (逢いたい) Sunshine | JP12 (8 Wo.)JP | — | — | Erstveröffentlichung: 26. Mai 2004                                  |
| 2004 | Smile on Me – | — | — | — | Erstveröffentlichung: 7. Juli 2004 mit Crazy T.                     |
| 2005 | Eien Sae Kanjita Yoru (永遠さえ感じた夜) Fairy                                                                                  | JP34 (3 Wo.)JP | — | — | Erstveröffentlichung: 2. Februar 2005                               |
| 2005 | I’ll Fall in Love Bless You | JP30 (4 Wo.)JP | — | — | Erstveröffentlichung: 24. August 2005                               |
| 2005 | Shiawase na Kimochi (しあわせな気持ち) Bless You                                                                                | JP28 (3 Wo.)JP | — | — | Erstveröffentlichung: 21. September 2005                            |
| 2006 | Bless You | JP29 (3 Wo.)JP | — | — | Erstveröffentlichung: 26. April 2006                                |
| 2006 | We Are. – | JP29 (3 Wo.)JP | — | — | Erstveröffentlichung: 24. Mai 2006 als PawPaw                       |
| 2007 | Namida ga Tada Koboreru Dake (涙がただこぼれるだけ) Baby’s Breath                                                               | JP38 (4 Wo.)JP | — | — | Erstveröffentlichung: 23. Mai 2007                                  |
| 2007 | Manatsu no Yoru no Yume (真夏の夜の夢) –                                                                                        | — | — | — | Erstveröffentlichung: 1. August 2007 mit Fujii Takashi              |
| 2007 | Christmas no Yoru (クリスマスの夜) –                                                                                            | JP34 (4 Wo.)JP | — | — | Erstveröffentlichung: 21. November 2007                             |
| 2008 | Hanabira Mau Kisetsu ni (花びら舞う季節に) My Pure Melody                                                                       | JP32 (4 Wo.)JP | — | — | Erstveröffentlichung: 19. März 2008                                 |
| 2008 | Love is All – | JP32 (4 Wo.)JP | — | — | Erstveröffentlichung: 25. Juni 2008                                 |
| 2008 | Ano Kagayaita Kisetsu (あの輝いた季節) –                                                                                        | JP30 (2 Wo.)JP | — | — | Erstveröffentlichung: 22. Oktober 2008                              |
| 2010 | Ikutsu no Yoake wo Kazoetara (いくつの夜明けを数えたら) My Prelude                                                              | JP12 (8 Wo.)JP | — | — | Erstveröffentlichung: 5. Mai 2010                                   |
| 2011 | Tokubetsu na Koibito / Koe Dake Kikasete (特別な恋人 / 声だけ聞かせて) Very Very                                                | JP14 (9 Wo.)JP | — | — | Erstveröffentlichung: 23. November 2011                             |
| 2012 | Namida no Shizuku (涙のしずく) Very Very                                                                                        | JP20 (6 Wo.)JP | — | — | Erstveröffentlichung: 2. Mai 2012                                   |
| 2013 | LuLu!! A Girl in the Wonder Land                                                                                                | JP23 (4 Wo.)JP | — | — | Erstveröffentlichung: 22. Mai 2013                                  |
| 2013 | Yume ga Samete (夢がさめて) Song for You                                                                                        | — | — | — | Erstveröffentlichung: 22. Mai 2013 feat. Chris Hart                 |
| 2014 | I Love You!! ~Anata no Hohoemi ni~ (I Love You!! ～あなたの微笑みに～) Dream & Fantasy                                          | JP27 (4 Wo.)JP | — | — | Erstveröffentlichung: 21. Mai 2014                                  |
| 2015 | Eien no Motto Hate made / Wakusei ni Naritai Shining Star                                                                       | JP11 (5 Wo.)JP | — | — | Erstveröffentlichung: 28. Oktober 2015                              |
| 2016 | Bara no youni Saite Sakura no youni Chitte Daisy                                                                                | JP6 Gold (Digital) · (12 Wo.)JP                                                                                                   | — | — | Erstveröffentlichung: 21. September 2016                            |

grau schraffiert: keine Chartdaten aus diesem Jahr verfügbar
Weitere Lieder
- 1986: Ruriiro no Chikyuu (JP: Gold (Digital))

## Videoalben
| Jahr | Titel                                                                                                  | Höchstplatzierung, Gesamtwochen, AuszeichnungChartsChartplatzierungen (Jahr, Titel, Platzierungen, Wochen, Auszeichnungen, Anmerkungen) | Anmerkungen                              |
| Jahr | Titel                                                                                                  | JP | Anmerkungen                              |
| ---- | --- | --- | ---------------------------------------- |
| 1999 | Seiko ’96–’98                                                                                          | — | Erstveröffentlichung: 22. Dezember 1999  |
| 2000 | Zepp Tour 1999 ～(137分33秒の奇跡)～                                                                   | — | Erstveröffentlichung: 5. April 2000      |
| 2000 | Video Bible -Best Hits Video History-                                                                  | JP20 (1 Wo.)JP | Erstveröffentlichung: 5. Juli 2000       |
| 2000 | Concert Tour 20th Party                                                                                | — | Erstveröffentlichung: 13. Dezember 2000  |
| 2000 | Seiko Live 98 Forever                                                                                  | — | Erstveröffentlichung: 20. Dezember 2000  |
| 2000 | Seiko Live 97 My Story                                                                                 | — | Erstveröffentlichung: 20. Dezember 2000  |
| 2000 | Live Vanity Fair 96                                                                                    | — | Erstveröffentlichung: 20. Dezember 2000  |
| 2001 | Video the Love ～Seiko Matsuda 20th Anniversary Video Collection 1996–2000～                           | — | Erstveröffentlichung: 26. März 2001      |
| 2001 | Seiko Matsuda Concert Tour 2001 Love&Emotion                                                           | — | Erstveröffentlichung: 28. November 2001  |
| 2002 | Love & Emotion                                                                                         | — | Erstveröffentlichung: 27. März 2002      |
| 2002 | Seiko Matsuda Concert Tour 2002 Jewel Box                                                              | — | Erstveröffentlichung: 20. November 2002  |
| 2003 | Seiko Matsuda Concert Tour 2003 Call me                                                                | — | Erstveröffentlichung: 27. November 2003  |
| 2003 | Bon Voyage～The Best Lives and Clips                                                                   | — | Erstveröffentlichung: 17. Dezember 2003  |
| 2003 | Live It’s Style ’95                                                                                    | — | Erstveröffentlichung: 17. Dezember 2003  |
| 2004 | Seiko Matsuda Countdown Live Party 2003–2004                                                           | — | Erstveröffentlichung: 10. März 2004      |
| 2004 | Seiko Matsuda Concert Tour 2004 Sunshine                                                               | — | Erstveröffentlichung: 17. November 2004  |
| 2005 | 25th Anniversary Seiko Matsuda Premium DVD Box                                                         | JP13 (2 Wo.)JP | Erstveröffentlichung: 8. Juni 2005       |
| 2005 | 25th Anniversary Seiko Matsuda Concert Tour 2005 fairy                                                 | — | Erstveröffentlichung: 23. November 2005  |
| 2006 | Seiko Matsuda Countdown Live Party 2005–2006                                                           | — | Erstveröffentlichung: 24. März 2006      |
| 2006 | Seiko Matsuda Concert Tour „Bless you“                                                                 | — | Erstveröffentlichung: 20. September 2006 |
| 2007 | Seiko Matsuda Countdown Live Party 2006–2007                                                           | — | Erstveröffentlichung: 28. März 2007      |
| 2007 | Seiko Matsuda Concert Tour 2007 Baby’s breath                                                          | JP20 (5 Wo.)JP | Erstveröffentlichung: 19. September 2007 |
| 2008 | Seiko Matsuda Countdown Live Party 2007–2008                                                           | — | Erstveröffentlichung: 26. März 2008      |
| 2008 | Seiko Matsuda Concert Tour 2008 My pure melody                                                         | JP20 (4 Wo.)JP | Erstveröffentlichung: 22. Oktober 2008   |
| 2009 | Seiko Matsuda Countdown Live Party 2008–2009                                                           | — | Erstveröffentlichung: 18. März 2009      |
| 2009 | Seiko Matsuda Concert Tour 2009 My Precious Songs                                                      | JP13 (2 Wo.)JP | Erstveröffentlichung: 18. November 2009  |
| 2010 | Seiko Matsuda Countdown Live Party 2009–2010                                                           | JP19 (3 Wo.)JP | Erstveröffentlichung: 31. März 2010      |
| 2010 | Seiko Matsuda Video Diamond Bible                                                                      | JP20 (2 Wo.)JP | Erstveröffentlichung: 29. September 2010 |
| 2010 | Seiko Matsuda Concert Tour 2010 My Prelude                                                             | JP8 (3 Wo.)JP | Erstveröffentlichung: 17. November 2010  |
| 2011 | Seiko Matsuda Countdown Live Party 2010–2011                                                           | JP19 (3 Wo.)JP | Erstveröffentlichung: 13. April 2011     |
| 2011 | Seiko Matsuda Concert Tour 2011 Cherish                                                                | JP20 (3 Wo.)JP | Erstveröffentlichung: 23. November 2011  |
| 2012 | Seiko Matsuda Countdown Live Party 2011–2012                                                           | JP20 (3 Wo.)JP | Erstveröffentlichung: 28. März 2012      |
| 2012 | Seiko Matsuda Concert Tour 2012 Very Very                                                              | JP9 (3 Wo.)JP | Erstveröffentlichung: 14. November 2012  |
| 2013 | Seiko Ballad 2012                                                                                      | — | Erstveröffentlichung: 27. März 2013      |
| 2013 | Seiko Matsuda Concert Tour 2013 A Girl in the Wonder Land ～Budokan 100th Anniversary～                | JP6 (4 Wo.)JP | Erstveröffentlichung: 20. November 2013  |
| 2014 | 2013 New Year’s Eve Live Party ～Count Down Concert 2013–2014～                                        | — | Erstveröffentlichung: 26. März 2014      |
| 2014 | ～Pre 35th Anniversary～ Seiko Matsuda Concert Tour 2014 Dream & Fantasy                               | JP4 (4 Wo.)JP | Erstveröffentlichung: 12. November 2014  |
| 2015 | ～35th Anniversary～ Seiko Matsuda Concert Tour 2015 ‘Bibbidi-Bobbidi-Boo’                             | JP3 (4 Wo.)JP | Erstveröffentlichung: 9. Dezember 2015   |
| 2016 | Seiko Matsuda Concert Tour 2016「Shining Star」                                                        | JP8 (5 Wo.)JP | Erstveröffentlichung: 16. November 2016  |
| 2017 | Seiko Matsuda Concert Tour 2017「Daisy」                                                               | JP6 (4 Wo.)JP | Erstveröffentlichung: 15. November 2017  |
| 2018 | Seiko Matsuda Concert Tour 2018 Merry-go-round                                                         | JP7 (4 Wo.)JP | Erstveröffentlichung: 14. November 2018  |
| 2019 | Pre 40th Anniversary Seiko Matsuda Concert Tour 2019 “Seiko’s Singles Collection”                      | JP6 (12 Wo.)JP | Erstveröffentlichung: 20. November 2019  |
| 2021 | Happy 40th Anniversary!! Seiko Matsuda Concert Tour 2020～2021 “Singles & Very Best Songs Collection!” | JP7 (7 Wo.)JP | Erstveröffentlichung: 24. November 2021  |
| 2022 | Seiko Matsuda Concert Tour 2022 “My Favorite Singles & Best Songs” at Saitama Super Arena              | JP6 (13 Wo.)JP | Erstveröffentlichung: 14. Dezember 2022  |
| 2024 | Seiko Matsuda Concert Tour 2023 “Parade” at Nippon Budokan                                             | JP1 (17 Wo.)JP | Erstveröffentlichung: 8. Mai 2024        |

## Boxsets
| Jahr | Titel                                                                      | Höchstplatzierung, Gesamtwochen, AuszeichnungChartsChartplatzierungen (Jahr, Titel, Platzierungen, Wochen, Auszeichnungen, Anmerkungen) | Anmerkungen                              |
| Jahr | Titel                                                                      | JP | Anmerkungen                              |
| ---- | -------------------------------------------------------------------------- | --- | ---------------------------------------- |
| 1985 | Seiko Box                                                                  | — | Erstveröffentlichung: 10. November 1985  |
| 1996 | Complete Bible                                                             | JP45 (2 Wo.)JP | Erstveröffentlichung: 21. September 1996 |
| 1997 | Seiko Matsuda 1980–1995                                                    | — | Erstveröffentlichung: 1. April 1997      |
| 2000 | Seiko Suite                                                                | JP40 (2 Wo.)JP | Erstveröffentlichung: 5. Juli 2000       |
| 2006 | Seiko Matsuda                                                              | JP96 (1 Wo.)JP | Erstveröffentlichung: 19. Juli 2006      |
| 2009 | Premium Diamond Bible                                                      | — | Erstveröffentlichung: 30. September 2009 |
| 2010 | Seiko Matsuda Single Collection 30th Anniversary Box: The Voice of a Queen | JP140 (1 Wo.)JP | Erstveröffentlichung: 26. Mai 2010       |
| 2010 | Seiko Matsuda Original Soundtrack Collection 1981-1985                     | JP195 (1 Wo.)JP | Erstveröffentlichung: 11. August 2010    |
| 2012 | Seiko Matsuda Sweet Collection 80’s Hits                                   | — | Erstveröffentlichung: 3. Dezember 2012   |

grau schraffiert: keine Chartdaten aus diesem Jahr verfügbar

## Statistik

### Chartauswertung
|                     | JP     |
| ------------------- | ------ |
| Nummer-eins-Alben   | JP2JP  |
| Top-10-Alben        | JP31JP |
| Alben in den Charts | JP89JP |

|                       | JP     | UK    | US    |
| --------------------- | ------ | ----- | ----- |
| Nummer-eins-Singles   | JP4JP  | UK—UK | US—US |
| Top-10-Singles        | JP10JP | UK—UK | US—US |
| Singles in den Charts | JP43JP | UK1UK | US1US |

|                          | JP     |
| ------------------------ | ------ |
| Nummer-eins-Videoalben   | JP1JP  |
| Top-10-Videoalben        | JP12JP |
| Videoalben in den Charts | JP22JP |

### Auszeichnungen für Musikverkäufe
| Goldene Schallplatte - Hongkong - 1997: für das Album Vanity Fair |

Anmerkung: Auszeichnungen in Ländern aus den Charttabellen bzw. Chartboxen sind in ebendiesen zu finden.
| Land/RegionAuszeichnungen für Musikverkäufe (Land/Region, Auszeichnungen, Verkäufe, Quellen) | Gold       | Platin     | Diamant  | Verkäufe  | Quellen        |
| -------------------------------------------------------------------------------------------- | ---------- | ---------- | -------- | --------- | -------------- |
| Hongkong (IFPI/HKRIA)                                                                        | Gold1      | —          | —        | 10.000    | ifpihk.org     |
| Japan (RIAJ)                                                                                 | 21× Gold21 | 4× Platin4 | Diamant1 | 6.000.000 | riaj.or.jp JP2 |
| Insgesamt                                                                                    | 22× Gold22 | 4× Platin4 | Diamant1 |           |                |